# Estrella de tipus O

classificació de Morgan-Keenan

Un estel de tipus O és un estel calent blanc-blavós de tipus espectral O en el sistema de classificació de Yerkes emprat pels astrònoms. Tenen temperatures que excedeixen dels 30.000º Kelvin (K) i apareixen a l'esquerra en el diagrama de Hertzsprung-Russell. Els estels d'aquest tipus s'identifiquen per línies d'absorció dominants d'heli II, fortes línies d'altres elements ionitzats, hidrogen i línies neutrals d'heli més febles que les de tipus espectral B.
Els estels d'aquest tipus són particularment rars; només un 0.00003 % de la seqüència principal són estels de tipus O. No obstant això, a causa que solen ser molt brillants, poden ser vists com més allunyats que els estels més febles i dos dels 90 estels més brillants vistes des de la Terra són de tipus O.
A causa de l'alta temperatura i la lluminositat, els estels de tipus O acaben les seves vides amb bastant rapidesa en violentes explosions de supernova, resultant en forats negres o estels de neutrons. La majoria d'aquests estels són massius, podent ser de la seqüència principal, gegantes o supergegantes, encara que els estels centrals de les nebuloses planetàries, vells estels de baixa massa prop del final de les seves vides, també solen tenir espectres O.
Els estels de tipus O es troben típicament en regions de formació d'estels actius, com els braços espirals d'una galàxia espiral o un parell de galàxies que sofreixen col·lisió i fusió (com les Galàxies Antenes). Aquests estels il·luminen qualsevol material circumdant i són en gran part responsables de la coloració diferent dels braços d'una galàxia. A més, els estels de tipus O també són freqüents en sistemes d'estels múltiples, on la seva evolució és més difícil de predir a causa de la transferència de massa i la possibilitat que els estels dels components passin a supernova en diferents moments.

## Classificació
Les estrelles tipus O es classifiquen per la força relativa de certes línies espectrals. Les línies clau són les línies Heli II prominents a 454,1 nm i 420,0 nm, que varien de molt feble a O9,5 a molt forta en O2-O7, i les línies He I a 447,1 nm i 402,6 nm, que varien d'absent en O2 / 3 a prominent en O9.5. La classe O7 es defineix on les línies He I de 454,1 nanòmetres He II i 447,1 nanòmetres tenen la mateixa resistència. Els estels de tipus O més calents tenen línies neutres tan febles que se separen millor sobre la força relativa de les línies NIII i NIV.
Les classes de lluminositat dels estels de tipus O s'assignen a les resistències relatives de les línies d'emissió He II i certes línies ionitzades N i Si. Aquests són indicats pel sufix "f" en el tipus espectral, amb "f" només indicant l'emissió N III i He II, "(f)" el que significa que l'emissió d'He és feble o absent "(f) És feble o absent, "f " indicant l'addició d'emissió molt forta de NIV, i "f +" la presència d'emissió de SiIV. Lluminositat classe V, estels de seqüència principal, generalment tenen línies d'emissió febles o mancants, amb gegants i supergegantes mostrant una força de línia d'emissió creixent. En O2-O4, la distinció entre la seqüència principal i els estels supergegants és estreta i pot ser que ni tan sols representi veritable lluminositat o diferències evolutives. A les classes intermèdies O5-O8, la distinció entre O (f)) seqüència principal, O (f) gegants, i de supergegantes està ben definida i representa un augment definit de la lluminositat. La força creixent de l'emissió de SiIV és també un indicador de la lluminositat creixent i aquest és el mitjà primari d'assignar classes de la lluminositat als estels finals del tipus O.
El subtipus de classe de lluminositat Vz es defineix exclusivament per O estels, específicament els tipus O3 a O8. Els espectres d'aquests estels tenen una inusualment forta línia d'heli ionitzat de 468,6 nm, que es creu que indica una joventut extrema. El "z" representa l'edat-zero.
Per ajudar amb la classificació d'estels tipus O, es llisten exemples estàndard per a la majoria dels tipus definits. La següent taula dona un dels estels estàndard per a cada tipus espectral. En alguns casos, no s'ha definit un estel estàndard. Per als tipus espectrals O2 a O5.5, les supergegantes no es divideixen en subtipus Ia / Iab / Ib. Els tipus espectrals subgegants no estan definits per als tipus O2, O2.5 o O3. Les classes de lluminositat lluminosa brillant no es defineixen per als estels més calents que O6.
|      | Vz         |                | IV              | III             | II          | I               | Ib         | Iab       | Ia         |
| ---- | ---------- | -------------- | --------------- | --------------- | ----------- | --------------- | ---------- | --------- | ---------- |
| O2   |            | BI 253         |                 | HD 269810       |             | HD 93129 Aa/Ab  |            |           |            |
| O3   | HD 64568   | tbd            |                 | tbd             |             | Cyg OB2-7       |            |           |            |
| O3.5 | HD 93128   | HD 93129 B     |                 | Pismis 24-17    |             | Sher 18         |            |           |            |
| O4   | HD 96715   | HD 46223       | HD 93250        | ST 2-22         |             | HD 15570        |            |           |            |
| O4.5 | tbd        | HD 15629       | HD 193682       | tbd             |             | Cyg OB2-9       |            |           |            |
| O5   | HD 46150   | HDE 319699     | HD 168112       | HD 93843        |             | CPD -47 2963 AB |            |           |            |
| O5.5 | tbd        | HD 93204       | tbd             | tbd             |             | Cyg OB2-11      |            |           |            |
| O6   | HD 42088   | ALS 4880       | HD 101190 Aa/Ab | HDE 338931      | HDE 229196  |                 | tbd        | tbd       | HD 169582  |
| O6.5 | HD 91572   | HD 12993       | HDE 322417      | HD 152733 Aa/Ab | HD 157857   |                 | tbd        | tbd       | HD 163758  |
| O7   | HD 97966   | HD 93146       | ALS 12320       | Cyg OB2-4 A     | HD 94963    |                 | HD 69464   | tbd       | tbd        |
| O7.5 | HD 152590  | HD 35619       | HD 97319        | HD 163800       | HD 34656    |                 | HD 17603   | 9 Sge     | tbd        |
| O8   | HDE 305539 | HD 101223      | HD 94024        | λ Ori A         | 63 Oph      |                 | BD-11°4586 | HD 225160 | HD 151804  |
| O8.5 |            | HD 14633 Aa/Ab | HD 46966 Aa/Ab  | HD 114737 A/B   | HD 75211    |                 | HD 125241  | tbd       | HDE 303492 |
| O9   |            | 10 Lac         | HD 93028        | HD 93249 A      | τ CMa Aa/Ab |                 | 19 Cep     | HD 202124 | α Cam      |
| O9.2 |            | HD 46202       | HD 96622        | HD 16832        | ALS 11761   |                 | HD 76968   | HD 218915 | HD 152424  |
| O9.5 |            | AE Aur, μ Col  | HD 192001       | HD 96264        | δ Ori Aa/Ab |                 | tbd        | HD 188209 | tbd        |
| O9.7 |            | υ Ori          | HD 207538       | HD 189957       | HD 68450    |                 | HD 47432   | μ Nor     | GS Mus     |

## Exemples
Les estrelles tipus O són rares però lluminoses, per la qual cosa són fàcils de detectar i hi ha una sèrie d'exemples a ull nu.

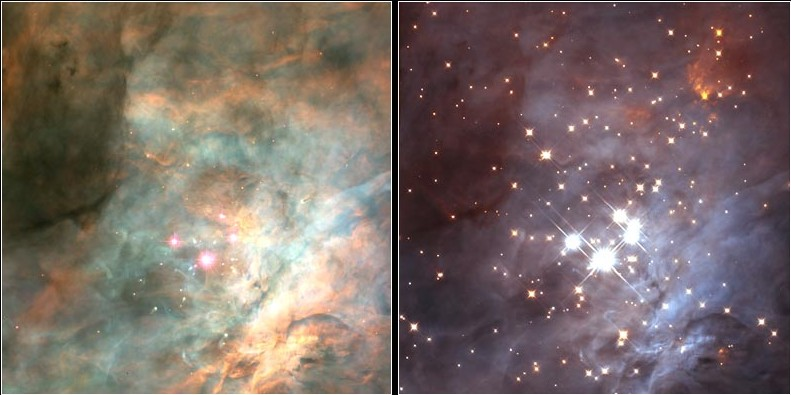
L'estel més brillant en el cluster del Trapeci és O7V estel θ1 Orionis C. Els altres tres són B0.5 i B1 estels de la seqüència principal.

- 10 Lacertae
- AE Aurigae
- BI 253
- Delta Circini
- HD 93205 (V560 Carinae)
- Mu Columbae
- Sigma Orionis
- Theta1 Orionis C
- VFTS 102
- Zeta Ophiuchi

### Gegants

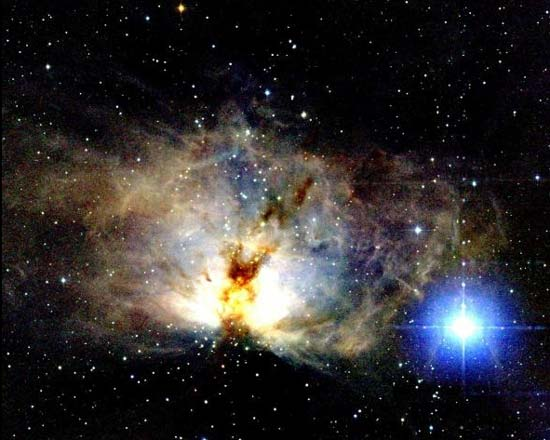
Alnitak és un sistema de triple estel amb un supergegant O9.7 i un gegant O9, així com un geganta B0. Aquests estels il·luminen la propera Nebulosa de la Flama

- Iota Orionis
- LH54-425
- Meissa
- Estel de Plaskett
- Khi Persei
- Mintaka

### Supergegants
- 29 Canis Majoris
- Alnitak
- Alpha Camelopardalis
- Cygnus X-1
- Tau Canis Majoris
- Zeta Puppis

### Estels centrals de les nebuloses planetàries

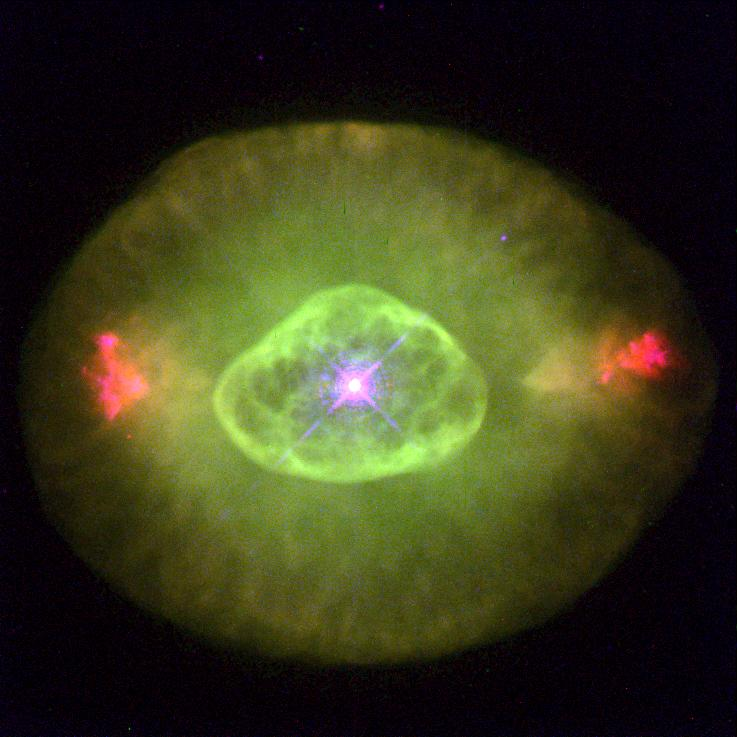
L'estel central de NGC 6826 és un estel de baixa massa O6.

- NGC 2392 (O6)
- IC 418 (O7fp)
- NGC 6826 (O6fp)

### Subnanes
- HD 49798 (sdO6p)